# آنیتا آلوارز
آنیتا آلوارز (انگلیسی: Anita Alvarez؛ زادهٔ ۲ دسامبر ۱۹۹۶) شناگر شنای موزون اهل ایالات متحده آمریکا است.
وی در مسابقات کشوری و بین‌المللی در مجموع برندهٔ ۲ مدال نقره، ۵ مدال برنز شده است.